# Семейство GH31
Семе́йство GH31 гликози́л-гидрола́з — семейство каталитических доменов белков, обладающих гликозил-гидролазными активностями. Также включает гомологичные им домены, возможно не обладающие такими активностями. Всего известно около 2000 белков, содержащих домены семейства GH31, большинство из них принадлежит бактериям. У белков этого семейства описано 11 энзиматических активностей: глюкоамилазная (К. Ф.3.2.1.3), изомальтазная (К. Ф.3.2.1.10), α-глюкозидазная (К. Ф.3.2.1.20), α-маннозидазная (К. Ф.3.2.1.24), сахаразная (К. Ф.3.2.1.48), α-1,3-глюкозидазная (К. Ф.3.2.1.84), α-1,4-глюканлиазная (К. Ф.4.2.2.13), α-ксилозидазная (К. Ф.4.2.2.177), олигосахарид альфа-1,4-глюкозилтрансферазная (К. Ф.3.2.1.-), 6-α-глюкозилтрансферазная (К. Ф.2.4.1.-), 3-α-изомальтозилтрансферазная (К. Ф.2.4.1.-). Вместе с семействами GH27 и GH36 семейство GH31 образует клан GH-D. В пределах семейства GH31 выделяют 38 подсемейств (I-XXXVIII). Для белков этого семейства характерна консервативная доменная структура: наряду с каталитическим доменом GH31 (или А) обычно присутствуют ещё 3 дополнительных домена (N, C и D), образующие эволюционно консервативный модуль. Некоторые белки хордовых животных имеют два и более таких модуля, расположенных тандемно.